# Thomas Brezzo
Pour les articles homonymes, voir Brezzo.
Thomas Brezzo est un avocat et homme politique monégasque né le 27 septembre 1979.

## Biographie
Thomas Brezzo est diplômé en droit privé et en sciences criminelles aux universités de Nice et d'Aix-en-Provence.
Conseil juridique pendant sept ans, il devient avocat en 2016.
Il est élu membre du Conseil national de la principauté en 2018. Il est président de la commission de Législation au sein de cette assemblée à partir de février 2018.
Le 3 avril 2024, il est élu président du Conseil national, succédant à Brigitte Boccone-Pagès.
Marié, il est père de deux enfants.